# Gephyrostegus
Gephyrostegus és un gènere de tetràpodes del clade dels antracosaures que visqueren durant el Carbonífer superior en allò que avui en dia és la República Txeca. Es tractava d'un animal petit amb un cos (i, probablement, un estil de vida) que recordava el de les sargantanes. Tenia els ulls grossos i moltes dents punxegudes, caràcters que indiquen que era un insectívor actiu.